# باربرا دارو
باربرا دارو (بالإنجليزية: Barbara Darrow)‏ هي ممثلة أمريكية، ولدت في 18 نوفمبر 1931 في هوليوود في الولايات المتحدة، وتوفيت في 26 أغسطس 2018.

## وصلات خارجية
- باربرا دارو على موقع IMDb (الإنجليزية)
- باربرا دارو على موقع روتن توميتوز (الإنجليزية)
- باربرا دارو على موقع قاعدة بيانات الفيلم (الإنجليزية)